# Catananche
Catananche là một chi thực vật có hoa trong họ Cúc (Asteraceae).

## Loài
Chi Catananche gồm các loài: